# Bolešov
Bolešov es un municipio del distrito de Ilava en la región de Trenčín, Eslovaquia, con una población estimada a final del año 2024 de 1584 habitantes.
Se encuentra ubicado al norte de la región, cerca del río Váh (cuenca hidrográfica del río Danubio) y de la frontera con la República Checa.

## Demografía
| Año        | 1994 | 2004    | 2014    | 2024    |
| ---------- | ---- | ------- | ------- | ------- |
| Población  | 1397 | 1460    | 1530    | 1584    |
| Diferencia |      | +4,50 % | +4,79 % | +3,52 % |

| Año        | 2023 | 2024    |
| ---------- | ---- | ------- |
| Población  | 1574 | 1584    |
| Diferencia |      | +0,63 % |